# コリン・クヴァナー
コリン・クアナー（Collin Quaner, 1991年6月18日 - ）は、ドイツ・デュッセルドルフ出身の元サッカー選手。現役時代のポジションはFW（センターフォワード）。

## 経歴
ガーナ人の父とドイツ人の母の下に生まれる。
2015年7月、VfRアーレンの3. リーガ降格に伴い、1.FCウニオン・ベルリンに移籍した。契約は2017年まで。
2017年1月20日、ハダーズフィールド・タウンFCと3年半契約を結んで移籍した。加入後は16試合に出場し、クラブのプレミアリーグ昇格に貢献した。
2019年1月9日、イプスウィッチ・タウンFCにシーズン終了までのレンタルで移籍した。2019-20シーズン限りで契約を満了しカークリーズ・スタジアムを去った。
半年のフリー期間を経て、2021年1月8日にスコットランドのセント・ミレンFCとシーズン終了までの契約を締結した。
2022年11月、SKアウストリア・クラーゲンフルトに加入したが、膝やアキレス腱の状態の悪化により12月に現役を引退した。